# Emma van Hauteville
Emma van Hauteville, ook genoemd Emma van Sicilië (1063 – circa 1124) was een Normandisch-Siciliaanse edeldame. 
Zij was gravin-gemalin (1085-1087) van Clermont in het Franse hertogdom Aquitanië en nadien gravin-gemalin (1087-1115) van Montescaglioso en gravin-regentes (1115-circa 1124). Montescaglioso lag in het Normandische hertogdom Apulië en Calabrië in Zuid-Italië.

## Levensloop

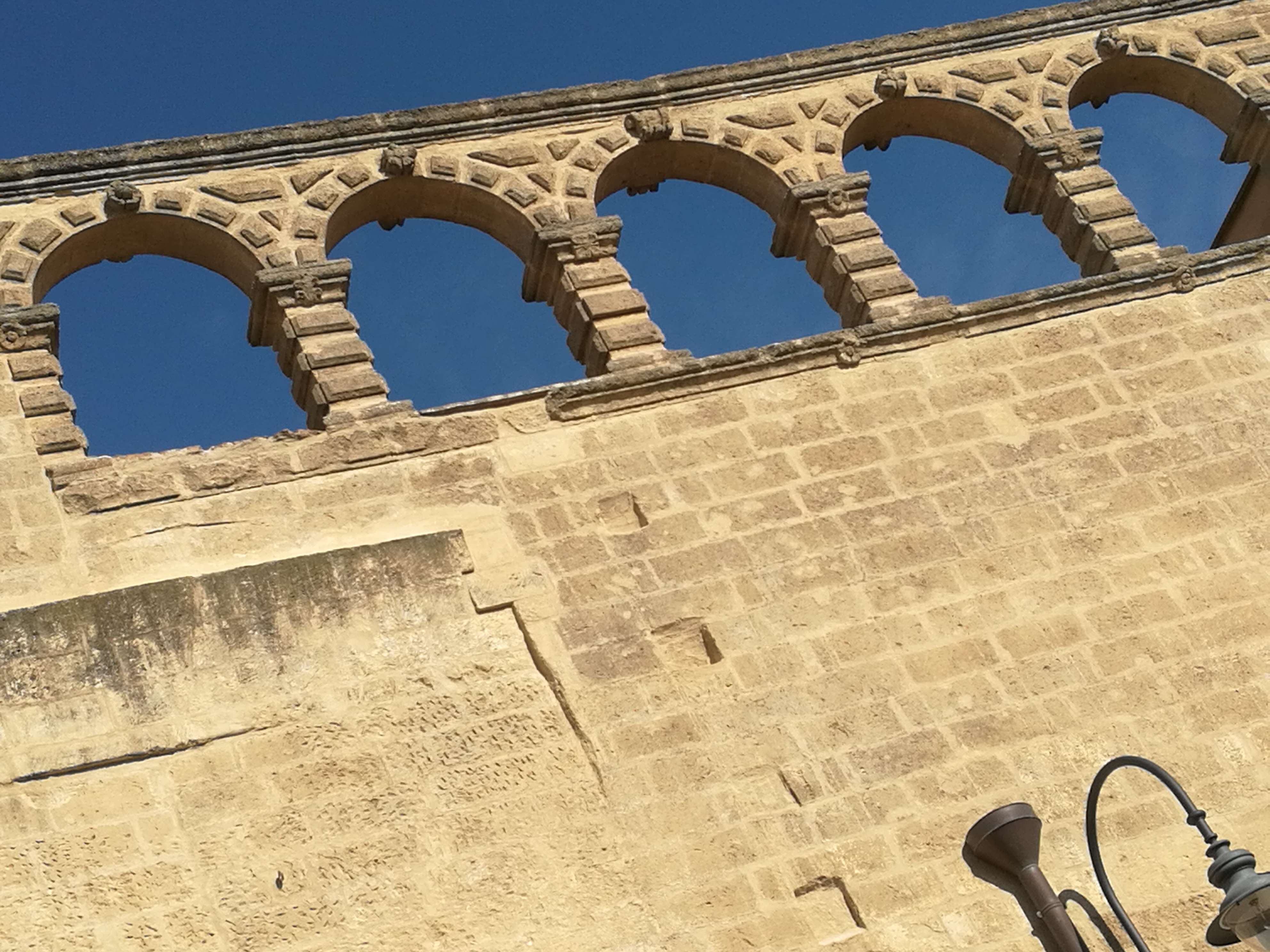
Abdij van Aartsengel Michaël in Montescaglioso, Apulië

Haar familie, het Normandische Huis Hauteville, was de heersende familie in Zuid-Italië en Sicilië. Haar ouders waren Rogier I van Sicilië en zijn eerste vrouw Judith van Evreux. De benedictijner monnik Goffredo Malaterra verhaalde hoe Rogier I Emma uithuwelijkte met de jonge koning van Frankrijk Filips I. Het jonge meisje reisde van Sicilië naar Frankrijk, en dit met een bruidsschat. Filips I bleek ondertussen in de echt verbonden te zijn met Bertha van Holland. De bruidsschat reisde terug naar Sicilië. Emma’s schoonbroer Raymond IV, markgraaf van Provence en later graaf van Toulouse, ontfermde zich over Emma. 
Raymond IV huwde haar circa 1085 uit met Willem VI van Auvergne, graaf van Auvergne. Dit huwelijk was van korte duur. Na de geboorte van twee zonen, Robert III en Willem VIII, verstootte Willem VI zijn echtgenote. Zij keerde naar Sicilië terug.
In 1087 hertrouwde Emma met Rudolf van Montescaglioso, bijgenaamd Maccabeus (circa 1060 – circa 1115). Maccabeus was graaf van Montescaglioso, de tweede Normandische graaf in Montescaglioso na zijn vader. Het echtpaar kreeg drie kinderen: Rogier Maccabeus ( - circa 1124), later graaf van Montescaglioso, Adelasia van Aderno ( - circa 1140) en Judith. Het echtpaar schonk fondsen aan abdijen, kerken in Zuid-Italië alsook aan de Orde van Sint-Jan in Jeruzalem. Zo zijn te vermelden meerdere schenkingen aan de abdij van de Aartsengel Michaël in Montescaglioso. Een andere schenking was de stichting van de abdij Santa Maria la Sanità del Casale in Pisticci, op de berg Monte Corno. Deze werd gebouwd bovenop een ruïne van een Byzantijnse abdij. Rudolf en Emma legden de eerste steen. Emma besliste in 1107 dat de benedictijnen de abdij kregen.
Na de dood van Rudolf circa 1115 bestuurde Emma als regentes het graafschap Montescaglioso, samen met haar jonge zoon Rogier Maccabeus. Zij deed als weduwe nog schenkingen. Haar hoedanigheid in akten was vermeld als ‘Emma dochter van graaf Rogier I’.
Na de dood van haar zoon en van haarzelf, beide te situeren circa 1124, viel haar halfbroer Rogier II, grootgraaf van Sicilië, Montescaglioso binnen. Hij hechtte het vorstendom aan het kroondomein.